# 디그나가

디그나가(산스크리트어: दिग्नाग) 또는 마하디그나가, 진나(陳那, 480년경 ~ 540년경)는 유식(唯識)의 입장에서 인명학(因明学)이라는 새로운 불교논리학을 확립한 유상유식파(有相唯識派)의 불교사상가이다. 팔리어로는 딘나(Dinna)로 발음된다. 한역 이름은 진나 외에도 역룡(域龍) 또는 대역룡(大域龍), 동수(童授)라고도 불린다.
남인도의 브라만 출신으로 처음에는 부파 불교(상좌부 불교)의 독자부(犢子部)로 출가하였다가 후에 대승불교로 전향, 세친(世親) 아래서 유식학과 논리학을 배웠다고 전한다. 이 전통은 인도 논리학 최고봉이었다고 평가받는 법칭(法称, 다르마키르티)에게로 이어졌다.
또한 그의 사상과 논리학은 중관파(中観派)의 청변(清弁)에게도 영향을 주어, 중관파 안에서 「자립논증파」(自立論証派), 훗날 「유가행중관파」(瑜伽行中観派)라 불리게 되는 유파가 형성되는 계기가 되었다.
디그나가의 이량설(二量説)은 집량론(集量論), 인명정리문론(因明正理門論)의 두 가지가 있으며, 두 개의 량(量, 판단 규범)에 있어서 바름을 확인한다는 것이다.
1. 현량(現量) - 인식(認識)의 바름을 판단하는 규범
2. 비량(比量) - 논리의 바름을 판단하는 규범

디그나가에 이르기까지 불교에서는 성교량(聖教量)이라는 판단규범을 세우고 있었다. 예를 들어 경전 등과 같이 절대자의 말은 그것만으로 판단규범이었지만, 진나는 이것을 완전히 부정하고 경전에 있다고 해서 바른 것이 아니라, 바른 것을 설하고 있으니까 규범이 되어야 한다며 이제까지의 삼량설(三量説)을 버리고 이량설을 세웠던 것이다. 나아가 현량과 비량에 있어서 이제까지 비량을 상위에 두었으나 말을 기초로 하는 논리를 사용하는 비량 너머, 부처의 깨달음이란 언어를 초월한 곳에 있으며 그것이 가장 올바른 경지이므로 현량을 상위에 두고 말로써 그것을 전하는 경전은 2차적인 것임을 논증하고 있다.

## 기타
한국의 신라 시대의 승려 원효는 디그나가의 환생이라는 평가를 받기도 하였다.

## 같이 보기
- 유식학
- 중관학